# 刘嵘
刘嵘（1920年—2001年），男，汉族，浙江玉环人，中国马克思主义哲学史专家，曾任中山大学教授、博士生导师。